# De Maaij
De Maaij is een natuurgebied ten zuiden van Bergeijk van 76 ha. Het is eigendom van de Vereniging Natuurmonumenten.
Het gebied bestaat uit een aantal viskweekvijvers, waaronder de Beeken, de Pastoorswijer, en de Liskes, die verbonden zijn door de Beekloop. Door de vijvers lopen dammetjes waar een aantal paden over lopen. De aangelegde Keunensloop voert water aan vanuit de vloeiweiden. De viskweekvijvers zijn van oorsprong natuurlijke vennen, maar in de 17e eeuw werd al van viskweekvijvers gesproken. Ze voorzagen onder meer in vis voor het Eindhovense Klooster Mariënhage. Later werden hier karpers en waterlelies gekweekt. Als visvoer werd afvalwater van een spiritusfabriek te Bergeijk gebruikt. Tegenwoordig wordt de natuur weer hersteld en is er een mooi en rustig gebied ontstaan. De vijvers worden omzoomd door moeras, broekbos en rietland.
In de Liskes bevindt zich een vogelkijkhut. IJsvogels, woudaapjes en roerdompen komen hier voor en 's winters wordt ook de visarend er waargenomen.
In een dennenbos zijn een urnenveld en resten van grafheuvels te vinden.

## Externe bron
- Natuurmonumenten